# Marta Labarr
Marthe Eugénie Claquin, née le 4 juin 1912 à New York (États-Unis) et morte le 30 juin 1999 à Paris 13e, est une actrice et chanteuse française, connue sous le nom de scène de Marta Labarr.

## Biographie
Née de parents français alors installés aux États-Unis, connue également à ses débuts sous l'autre nom de scène d’Évelyne May qu'elle abandonne rapidement, Marta Labarr contribue au cinéma à une quinzaine de films (français, britanniques ou en coproduction), depuis L'École des contribuables de René Guissart (1934, avec Armand Bernard et Mireille Perrey) jusqu'à Attentat à Téhéran (en) de William Freshman et Giacomo Gentilomo (1946, avec Derek Farr (en)).
Mentionnons également Mollenard de Robert Siodmak (avec Harry Baur et Gabrielle Dorziat) et Fausses Nouvelles de René Clair (avec Jack Buchanan et Maurice Chevalier), tous deux sortis en 1938, ainsi que Madame et le Mort de Louis Daquin (son avant-dernier film, 1943, avec Henri Guisol et Renée Saint-Cyr).
Durant sa carrière, comme elle est également chanteuse, elle apparaît dans quelques films musicaux, comédies musicales et opérettes (en France et en Angleterre).
En 1947, elle épouse Guy des Cars (1911-1993). De leur union (s'achevant à la mort de l'écrivain) est né en 1943, avant leur mariage, l'écrivain et journaliste Jean des Cars. En 1950, au théâtre Mogador à Paris, elle crée le rôle d'Adeline dans l'opérette La Danseuse aux étoiles, sur une musique de Vincent Scotto ; le livret, auquel Guy des Cars collabore, est une adaptation de son roman La Demoiselle d'Opéra.
À sa mort en 1999, à 87 ans, Marta Labarr est inhumée aux côtés de son époux au cimetière d'Hautefort (Dordogne).

## Filmographie complète
- 1934 : L'École des contribuables de René Guissart
- 1935 : Les dieux s'amusent de Reinhold Schünzel et Albert Valentin : une amie d'Alcmène
- 1935 : Dédé de René Guissart
- 1935 : Stradivarius de Géza von Bolváry et Albert Valentin
- 1935 : Jonny, haute-couture de Serge de Poligny
- 1936 : Ball at Savoy (en) de Victor Hanbury : Anita Stella (+ chant)
- 1936 : Second Bureau (en) de Victor Hanbury : Erna Fielder
- 1936 : The Singing Cop (en) d'Arthur B. Woods : Maria Santova
- 1938 : Mollenard de Robert Siodmak : Betty Hamilton
- 1938 : Fausses Nouvelles (Breaking the News) de René Clair : Sonia
- 1938 : S.O.S. Sahara de Jacques de Baroncelli : Hélène Muriel
- 1939 : Traitor Spy (en) de Walter Summers : Freyda Healey
- 1940 : Meet Maxwell Archer (en) de John Paddy Carstairs : Nina
- 1940 : It Happened to One Man (en) de Paul L. Stein : Rita
- 1943 : Madame et le Mort de Louis Daquin : Phyllis
- 1946 : Attentat à Téhéran (en) (Tehran) de William Freshman et Giacomo Gentilomo : Natalia Trubetzin

## Théâtre musical (sélection)
- 1936 : At the Silver Swan, comédie musicale, musique d'Edmond Samuels et Percival Mackay, lyrics et livret de Guy Bolton et Clifford Grey (Londres, Angleterre) : Mary Weston
- 1948 : Le Soldat de chocolat (en) (The Chocolate Soldier), opérette, musique d'Oscar Straus, livret original de Rudolf Bernauer et Leopold Jacobson (Manchester, Angleterre) : Nadina
- 1950 : La Danseuse aux étoiles, opérette, musique de Vincent Scotto, livret d'Henri Varna et Guy des Cars, d'après le roman La Demoiselle d'Opéra de ce dernier (Théâtre Mogador, Paris) : Adeline